# Caniçada
Caniçada is een plaats (freguesia) in de Portugese gemeente Vieira do Minho en telt 446 inwoners (2001).